# سانجاي غاندي
سانجاي غاندي (14 ديسمبر 1946 - 23 يونيو 1980) (بالهندية: संजय गांधी) سياسي هندي وابن أنديرا غاندي. خلال حياته، كان من المتوقع على نطاق واسع أن يخلف والدته كرئيس للمؤتمر الوطني الهندي، ولكن بعد وفاته المبكرة في حادث طائرة أصبح شقيقه الأكبر راجيف غاندي وريثا سياسيا لأمهما، وخلفها في منصب رئيس وزراء الهند بعد اغتيالها. أرملة سانجاي مانيكة غاندي وابنه فارون غاندي زعيمين سياسيين في حزب بهاراتيا جاناتا.

## روابط خارجية
- سانجاي غاندي على موقع IMDb (الإنجليزية)
- سانجاي غاندي على موقع الموسوعة البريطانية (الإنجليزية)
- سانجاي غاندي على موقع مونزينجر (الألمانية)